# Olympische Sommerspiele 1976/Teilnehmer (Tunesien)
| Gelbes Symbol für Goldmedaillen mit stilisierten Olympischen Ringen | Graues Symbol für Silbermedaillen mit stilisierten Olympischen Ringen | Braundes Symbol für Bronzemedaillen mit stilisierten Olympischen Ringen |
| ------------------------------------------------------------------- | --------------------------------------------------------------------- | ----------------------------------------------------------------------- |
| —                                                                   | —                                                                     | —                                                                       |

Tunesien nahm an den Olympischen Sommerspielen 1976 in Montreal mit einer Delegation von 15 Athleten (14 Männer und eine Frau) in fünf Wettbewerben in drei Sportarten teil. Ein Medaillengewinn gelang nicht.
Die Delegation war ursprünglich größer, doch Tunesien schloss sich nach drei Wettkampftagen dem Boykott zahlreicher afrikanischer Länder an, die gegen die Teilnahme Neuseelands protestierten. Die neuseeländische Rugby-Union-Nationalmannschaft war vor den Spielen zu einer umstrittenen Südafrika-Tour aufgebrochen und hatte damit gegen das wegen dessen Apartheidspolitik verhängte „Sportembargo“ verstoßen.

## Teilnehmer nach Sportarten

### Boxen
- Fredj Chtioui
Weltergewicht: in der 1. Runde ausgeschieden

### Handball
- vom Wettbewerb nach zwei Spielen zurückgezogen (Resultate wurden annulliert)
Mohamed Abdel Khaled
Khaled Achour
Habib Ammar
Ahmed Bechir Bel Hadj
Abderraouf Ben Samir
Moncef Besbes
Raouf Chabchoub
Slaheddine Deguechi
Mohamed Naceur Jelili
Mounir Jelili
Habib Kheder
Lotfi Rebai

### Schwimmen
Männer
- Ali Gharbi
200 m Freistil: Vorläufe

Frauen
- Myriam Mizouni
100 m Freistil: Vorläufe
400 m Freistil: Vorläufe